# 艾伯塔政治

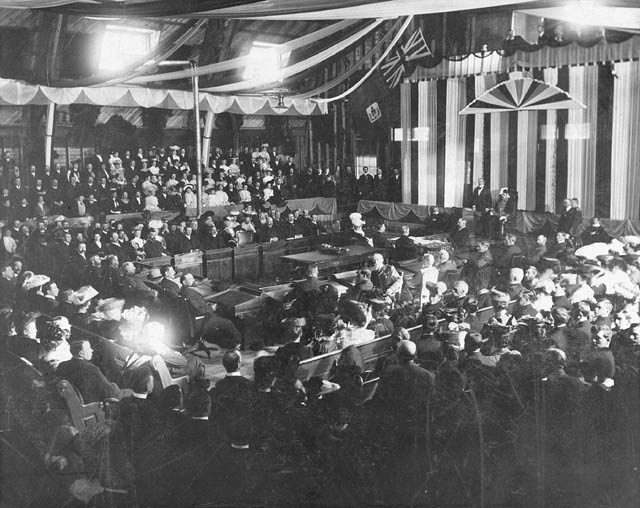
艾伯塔省第一屆立法机关，埃德蒙顿，1906年

艾伯塔省政治是君主立宪制和议会民主制，政治制度類似為与加拿大其他省相似的於省级政府。该省的立法大楼位于省會城市埃德蒙顿（Edmonton）。
| 1905–1921年   | 艾伯塔省自由党           |
| 1921-1935年   | 艾伯塔省联合农民         |
| 1935年-1971年 | 艾伯塔省社会信用党       |
| 1971–2015     | 艾伯塔省进步保守主义协会 |
| 2015–2019     | 艾伯塔省新民主党         |
| 2019年至今    | 保守党联合会             |

艾伯塔省的所有选举都产生了多数党政府，这一趋势在加拿大其他任何省份都没有看到。即便是经过发言或补选，艾伯塔省也从未有过少数党政府。